# Celdas multinivel

Las diferencias de las células de memoria en comparación

En electrónica, una celda multinivel (MLC) es una celda de memoria capaz de almacenar más de un bit de información, en comparación con una celda de un solo nivel (SLC), que sólo puede almacenar un bit por celda de memoria. Una celda de memoria suele estar formada por un único MOSFET (transistor semiconductor de óxido metálico de efecto campo) de puerta flotante, por lo que las celdas multinivel reducen el número de MOSFET necesarios para almacenar la misma cantidad de datos que las células de un solo nivel.
Las celdas de triple nivel (TLC) y las celdas de cuádruple nivel (QLC) son versiones de la memoria MLC que pueden almacenar tres y cuatro bits por celda, respectivamente. La denominación "celda multinivel" se utiliza a veces específicamente para referirse a la "celda de dos niveles". En general, las memorias se denominan como sigue:
1. Celda de un nivel o SLC (1 bit por celda)
2. Celda multinivel o MLC (2 bits por celda), alternativamente celda de doble nivel o DLC
3. Celda de triple nivel o TLC (3 bits por celda) o MLC de 3 bits
4. Celda de cuatro niveles o QLC (4 bits por celda)
5. Celda de nivel penta o PLC (5 bits por celda) - actualmente en desarrollo[1]

Tenga en cuenta que esta nomenclatura puede inducir a error, ya que una "celda de n niveles" utiliza de hecho 2n niveles de carga para almacenar n bits (véase más adelante).
Normalmente, a medida que aumenta el número de "niveles", disminuye el rendimiento (velocidad y fiabilidad) y el coste para el consumidor; sin embargo, esta correlación puede variar entre fabricantes.
Ejemplos de memorias MLC son MLC NAND flash, MLC PCM (memoria de cambio de fase), etc. Por ejemplo, en la tecnología SLC NAND flash, cada celda puede existir en uno de los dos estados, almacenando un bit de información por celda. La mayoría de las memorias flash NAND MLC tienen cuatro estados posibles por celda, por lo que pueden almacenar dos bits de información por celda. Esto reduce la cantidad de margen que separa los estados y da lugar a la posibilidad de que se produzcan más errores. Las celdas multinivel diseñadas para reducir las tasas de error se denominan a veces MLC empresariales (eMLC).
Las nuevas tecnologías, como las celdas multinivel y 3D Flash, y el aumento de los volúmenes de producción seguirán haciendo bajar los precios.

## Celda de un nivel
La memoria flash almacena datos en celdas de memoria individuales, formadas por transistores MOSFET de puerta flotante. Tradicionalmente, cada celda tenía dos estados posibles (cada uno con un nivel de tensión), y cada estado representaba un uno o un cero, por lo que en cada celda se almacenaba un bit de datos en las llamadas celdas de un solo nivel, o memoria flash SLC. La memoria SLC tiene la ventaja de una mayor velocidad de escritura, un menor consumo de energía y una mayor resistencia de las celdas. Sin embargo, como la memoria SLC almacena menos datos por celda que la MLC, su fabricación cuesta más por megabyte de almacenamiento. Debido a las mayores velocidades de transferencia y a la mayor duración prevista, la tecnología flash SLC se utiliza en tarjetas de memoria de alto rendimiento. En febrero de 2016, se publicó un estudio que mostraba poca diferencia en la práctica entre la fiabilidad de SLC y MLC.
Una memoria flash de celda de un nivel (SLC) puede tener una vida útil de entre 50.000 y 100.000 ciclos de programación/borrado.
Una celda de un solo nivel representa un 1 cuando está casi vacía y un 0 cuando está casi llena. Existe una región de incertidumbre (un margen de lectura) entre los dos estados posibles en la que los datos almacenados en la celda no pueden leerse con precisión.

## Celda multinivel
La principal ventaja de la memoria flash MLC es su menor coste por unidad de almacenamiento debido a la mayor densidad de datos, y el software de lectura de memoria puede compensar una mayor tasa de errores de bits. La mayor tasa de errores requiere un código de corrección de errores (ECC) que pueda corregir múltiples errores de bits; por ejemplo, el controlador flash SandForce SF-2500 puede corregir hasta 55 bits por sector de 512 bytes con una tasa de errores de lectura irrecuperables inferior a un sector por cada 1017 bits leídos.  El algoritmo más utilizado es el código Bose-Chaudhuri-Hocquenghem (BCH). Otros inconvenientes de la memoria NAND MLC son la menor velocidad de escritura, el menor número de ciclos de programación/borrado y el mayor consumo de energía en comparación con la memoria flash SLC.
Las velocidades de lectura también pueden ser inferiores en las NAND MLC que en las SLC debido a la necesidad de leer los mismos datos a un segundo umbral de tensión para ayudar a resolver los errores. Los dispositivos TLC y QLC pueden necesitar leer los mismos datos hasta 4 y 8 veces respectivamente para obtener valores corregibles por ECC.
La memoria flash MLC puede tener una vida útil de entre 1.000 y 10.000 ciclos de programación/borrado. Esto suele requerir el uso de un sistema de archivos flash, que está diseñado en función de las limitaciones de la memoria flash, como el uso de la nivelación de desgaste para ampliar la vida útil del dispositivo flash.
El Intel 8087 utilizaba la tecnología de dos bits por celda para su microcódigo ROM, y en 1980 fue uno de los primeros dispositivos del mercado en utilizar celdas ROM multinivel. Más tarde, Intel demostró la tecnología NOR flash de celdas multinivel (MLC) de 2 bits en 1997. NEC demostró las celdas de cuatro niveles en 1996, con un chip de memoria flash de 64 Mbit que almacenaba 2 bits por celda. En 1997, NEC demostró un chip de memoria dinámica de acceso aleatorio (DRAM) con celdas de cuatro niveles, con una capacidad de 4 Gbit. STMicroelectronics también demostró las celdas de cuatro niveles en 2000, con un chip de memoria flash NOR de 64 Mbit.
MLC se utiliza para referirse a las celdas que almacenan 2 bits por celda, utilizando 4 valores o niveles de carga. Una MLC de 2 bits tiene un único nivel de carga asignado a cada combinación posible de unos y ceros, de la siguiente manera: Cuando se aproxima al 25%, la celda representa un valor binario de 11; cuando se aproxima al 50%, la celda representa un 01; cuando se aproxima al 75%, la celda representa un 00; y cuando se aproxima al 100%, la celda representa un 10. Una vez más, existe una región de incertidumbre (margen de lectura) entre los valores, en la que los datos almacenados en la celda no pueden leerse con precisión.
Desde 2013, algunas unidades de estado sólido utilizan parte de una matriz NAND MLC como si fuera NAND SLC de un solo bit, lo que proporciona mayores velocidades de escritura.
En 2018, casi todas las MLC comerciales son planares (es decir, las celdas se construyen sobre la superficie de silicio) y, por tanto, están sujetas a limitaciones de escalado. Para hacer frente a este posible problema, la industria ya está buscando tecnologías que puedan garantizar aumentos de la densidad de almacenamiento más allá de las limitaciones actuales. Una de las más prometedoras es 3D Flash, en la que las celdas se apilan verticalmente, evitando así las limitaciones del escalado planar.
En el pasado, algunos dispositivos de memoria siguieron el camino inverso y utilizaron dos celdas por bit para obtener tasas de error de bit aún más bajas.
Enterprise MLC (eMLC) es una variante más cara de MLC optimizada para uso comercial. Afirma durar más y ser más fiable que las MLC normales, a la vez que supone un ahorro de costes con respecto a las unidades SLC tradicionales. Aunque muchos fabricantes de SSD han producido unidades MLC pensadas para uso empresarial, sólo Micron vende chips NAND Flash sin procesar con esta denominación.

## Celda de triple nivel

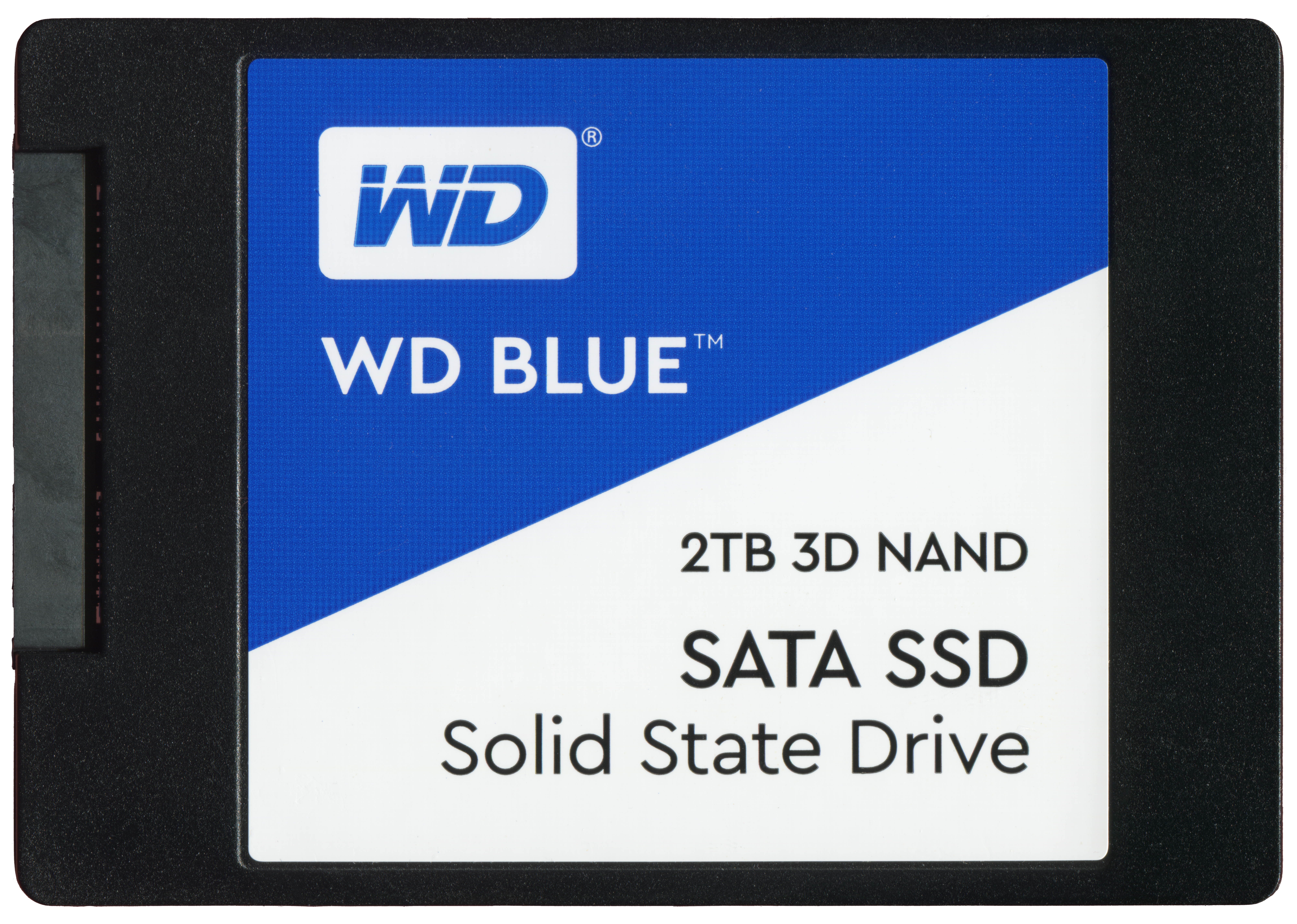
Un almacenamiento celular de triple nivel

Una celda de triple nivel (TLC) es un tipo de memoria flash NAND que almacena 3 bits de información por celda. Toshiba introdujo la memoria con celdas de triple nivel en 2009.
Samsung anunció un tipo de flash NAND que almacena 3 bits de información por celda, con un total de 8 estados de tensión (valores o niveles), acuñando el término "celda de triple nivel" ("TLC"). Samsung Electronics comenzó a producirla en masa en 2010, y se vio por primera vez en las unidades SSD de la serie 840. Samsung se refiere a esta tecnología como MLC de 3 bits. Los aspectos negativos de MLC se amplifican con TLC, pero TLC se beneficia de una densidad de almacenamiento aún mayor y un menor coste.
En 2013, Samsung introdujo la V-NAND (NAND vertical, también conocida como NAND 3D) con celdas de triple nivel, que tenía una capacidad de memoria de 128 Gbit. Ampliaron su tecnología TLC V-NAND a una memoria de 256 Gbit en 2015, y de 512 Gbit en 2017.

## Celda de cuatro niveles

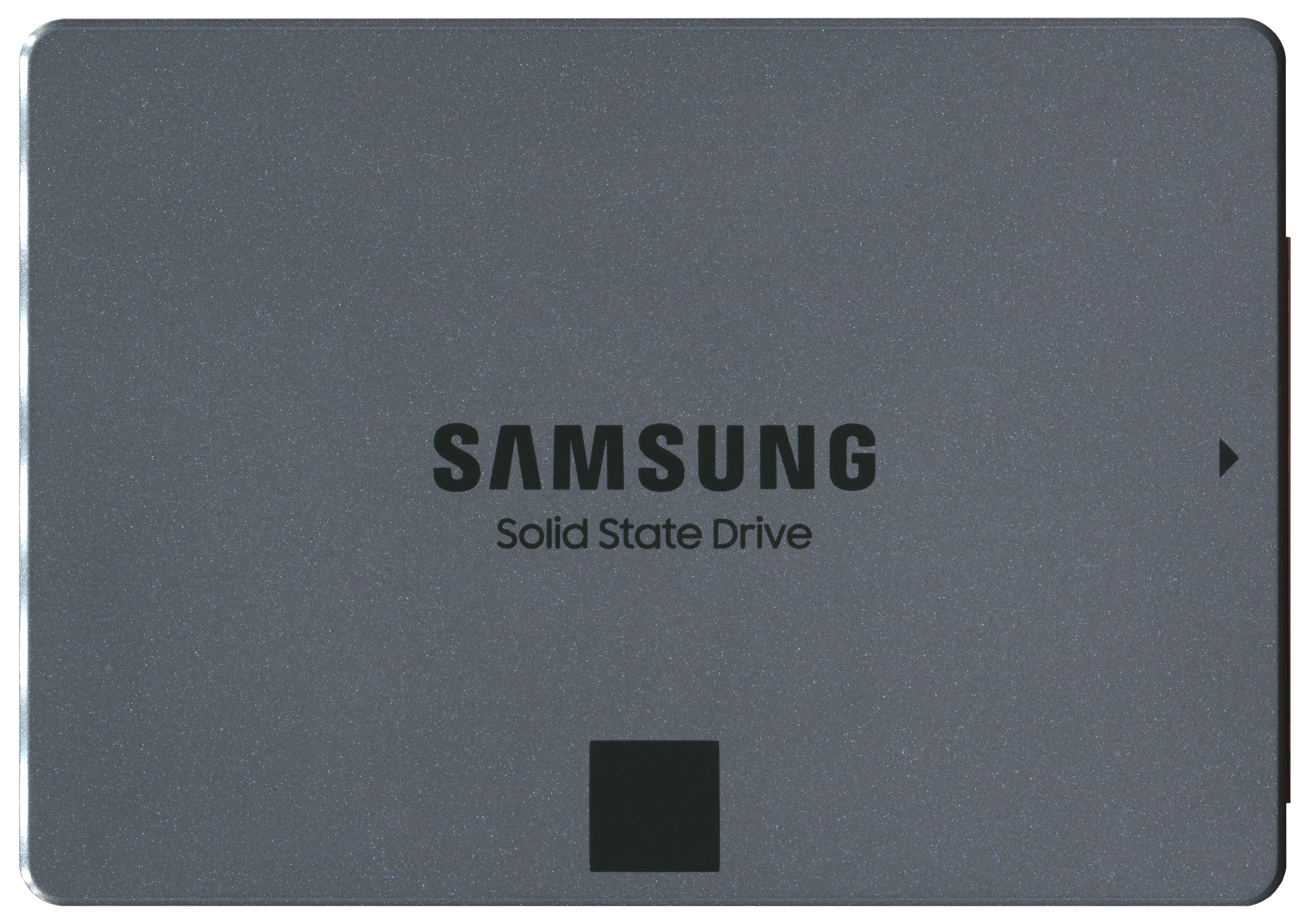
Samsung 870 QVO: una SSD QLC con 8 TB de almacenamiento

Las memorias que almacenan 4 bits por celda suelen denominarse celdas de cuatro niveles (QLC), siguiendo la convención establecida por las TLC. Antes de su invención, el término "QLC" era sinónimo de MLC para referirse a las celdas que pueden tener 4 estados de tensión, es decir, las que almacenan 2 bits por celda -lo que ahora se denomina inequívocamente DLC.
En 2009, Toshiba y SanDisk introdujeron chips de memoria flash NAND con celdas de cuatro niveles, que almacenan 4 bits por celda y tienen una capacidad de 64 Gbit.
Las tarjetas de memoria flash SanDisk X4, introducidas en 2009, fueron uno de los primeros productos basados en memoria NAND que almacena 4 bits por celda, comúnmente denominada celda de cuatro niveles (QLC), utilizando 16 niveles de carga (estados) discretos en cada transistor individual. Los chips QLC utilizados en estas tarjetas de memoria fueron fabricados por Toshiba, SanDisk y SK Hynix.
En 2017, Toshiba presentó chips de memoria V-NAND con celdas de cuatro niveles, que tienen una capacidad de almacenamiento de hasta 768 Gbit. En 2018, ADATA, Intel, Micron y Samsung han lanzado algunos productos SSD que utilizan memoria QLC NAND.
En 2020, Samsung lanzó una SSD QLC con espacio de almacenamiento de hasta 8 TB para clientes. Es la SSD SATA con mayor capacidad de almacenamiento para clientes finales a partir de 2020.